# 福田 (滑川町)
福田（ふくだ）は、埼玉県比企郡滑川町の大字。郵便番号は355-0803。

## 地理
滑川町北部に位置し、滑川と中堀川に挟まれた開析谷の低地及び丘陵地にあたる。北東で土塩、東で山田、南東で羽尾、南で中尾、南西で伊古、西で和泉・菅田、北西で熊谷市小江川と接する。滑川町内の行政区では「第1区（上福田）」と「第2区（下福田）」を合わせた地域が大字福田にあたる。東部は国営武蔵丘陵森林公園、西部は高根カントリークラブのそれぞれ一部となる。地内ではかつて字大木で大谷石に似た荒粒の凝灰岩が切り出され、「福田石」として販売されていた。この福田石は淡緑色の斜長流紋岩質凝灰岩で、比企丘陵を構成する第三紀・中新世の福田層に属する。加工が容易なため石垣の切石や石燈籠などに用いられたが1971年(昭和46年)頃以降は採掘は中止されている。現在採掘場跡は森林霊園の納骨堂として利用されている。

### 河川
- 滑川
- 中堀川

### 湖沼
周辺は埼玉県内でも溜め池の多い地域であり、福田地内にも多くの溜め池、湖沼が存在する。
- 福田大沼
- 大久保沼
- 長沼
- 西沼
- 山城沼
- 金子沼
- 笠沼
- 中在家沼
- 宮入沼

- 下沼
- 上沼
- 皿型沼
- 笹沼
- 土井城入沼
- 鼻田沼
- 梅ヶ入沼
- 新沼
- 南谷沼 - 町内最後のミヤコタナゴ生息確認地。

また、以下の沼は国営武蔵丘陵森林公園内に位置する。
- がっき沼
- 紺屋前沼
- 分山沼
- 栗谷沼
- 城口沼
- 長沼
- 城沼
- 新沼

### 山岳
- 高根山 - 標高105m。高根カントリークラブの裏山にあたる。

### 小字
福田地内の小字は以下のように分かれる。
第1区（上福田）
- 両表
- 大木
- 下向
- 下中郷

第2区（下福田）
- 馬場
- 小川谷
- 中在家
- 円正寺

## 歴史
縄文時代より集落が存在し、縄文中後期・古墳時代前後期の集落跡である馬場遺跡や、古墳前後期の集落跡である円正寺・中在家・古姓前・東両表・大木・小川谷・久保田遺跡、古墳後期の台原・矢崎・栗谷・粕沢古墳群が見られる。戦国時代には既に比企郡に属し、明応4年（1495年）正月18日銘の真福寺鰐口に「奉寄進武州比企郡福田郷　別所真福寺鰐口（中略）檀那同所四郎太郎」との記述がみられ、また後北条氏の所領役帳である『小田原衆所領役帳』には小田原北条氏の家臣であり他国衆の上田案独斎の所領として「卅一貫六百卅七文　同 福田塩川分 同（比企郡 福田塩川分 卯検見）」とあり、弘治元年卯に検地を行ったことがわかる。また江戸時代に書かれた『新編武蔵風土記稿』によれば、古くから水房庄（水房荘）・松山領に属したといわれる。福田村は徳川家康が江戸入府の後は直轄領であったが文禄元年（1592年）より旗本酒井作右衛門重勝の知行として賜る。以降代々作右衛門の知行となったが、天保14年（1843年）に天領となり、翌年の弘化元年（1844年）に一部が川越藩領になった。嘉永元年（1848年）より全域が川越藩領になったが、明治2年（1869年）には全域が上野前橋藩領となった。「元禄郷帳」によれば村高は1,127石余。幕末から明治初期の主な産品は米・大麦・絹・木綿・薪。また、この頃の小名として両表・中郷・湯谷が挙げられる。1889年（明治22年）4月1日町村制施行により福田村は近隣の山田村・土塩村・和泉村・菅田村と合併し新たに成立した福田村の大字福田となり、村役場が置かれた。1954年（昭和29年）11月3日には福田村の宮前村との合併により、滑川村の大字に、1984年（昭和59年）11月3日には滑川村の町制施行により滑川町の大字となった。滑川の氾濫により1947年（昭和22年）のキャサリン台風、1949年のキティ台風、1966年（昭和41年）の台風4号・26号の際に被害を受けている。

### 地名の由来
この地に土着した源義賢の家臣8人の子孫が13世紀前半の天福年間に義賢の霊を祀り、天福の福と田圃の田をとって「福田」と称したといわれる。

### 沿革
- 文禄元年（1592年） - 旗本酒井作右衛門重勝の知行となる。
- 天保14年（1843年） - 天領となる。
- 弘化元年（1844年） - 一部が川越藩領となる。
- 嘉永元年（1848年） - 全域が川越藩領となる。
- 明治2年（1869年） - 全域が上野前橋藩領となる。
- 1889年（明治22年）4月1日 - 町村制施行により近隣の山田村・土塩村・和泉村・菅田村と合併し新たに成立した福田村の大字福田となる。
- 1954年（昭和29年）11月3日 - 福田村と宮前村との合併により滑川村の大字となる。
- 1984年（昭和59年）11月3日 - 滑川村の町制施行により滑川町の大字となる。

## 世帯数と人口
2017年（平成29年）10月1日現在の世帯数と人口は以下の通りである。
| 字     | 世帯数  | 人口    |
| ------ | ------- | ------- |
| 下福田 | 307世帯 | 332人   |
| 上福田 | 191世帯 | 552人   |
| 計     | 498世帯 | 1,401人 |

## 小・中学校の学区
町立小・中学校に通う場合、学区は以下の通りとなる。
| 番地 | 小学校             | 中学校             |
| ---- | ------------------ | ------------------ |
| 全域 | 滑川町立福田小学校 | 滑川町立滑川中学校 |

## 交通

### 鉄道
地内に鉄道は引かれていない。

### バス
- 国際十王交通
- 滑川町ふれあいバス

### 道路
- 埼玉県道47号深谷東松山線 - 一部は熊谷東松山道路（旧・熊谷東松山有料道路）
- 埼玉県道173号ときがわ熊谷線 - 一部は熊谷東松山道路（旧・熊谷東松山有料道路）
- 埼玉県道307号福田鴻巣線

## 寺社
- 真福寺 - 天台宗の寺院。山号は石水山[8]。
- 千光寺別院
- 成安寺 - 曹洞宗の寺院。山号は心田山[8]。
- 邨社淡洲神社 - 土塩にある村社淡洲神社とは別の神社。
- 浅間神社
- 熊野神社
- 森林霊園 - 福田石の採掘場跡が納骨堂として利用されている。

## 施設
- 滑川町役場
- 滑川町立滑川中学校
- 滑川町立福田小学校
- 国営武蔵丘陵森林公園 - 園内の西部を占める。
- 滑川福田郵便局
- 東松山警察署滑川福田駐在所
- 滑川町立図書館
- 滑川町エコミュージアムセンター
- 滑川町立体育館
- 滑川町総合運動公園
- 福田両表集会所
- 福田馬場集会所
- 福田下向古姓集会所
- 福田小川谷集会所
- 中在家集会所
- 福田円正寺集会所
- 滑川町シルバー人材センター
- 高根カントリークラブ